# Altmittweida
Altmittweida est une commune de Saxe (Allemagne), située dans l'arrondissement de Saxe centrale, dans le district de Chemnitz.